# Мелвилл Айвз, Финли
Финли Мелвилл Айвз (англ. Finley Melville Ives; род. 6 июля 2006) — новозеландский фристайлист (хафпайп), чемпион мира 2025 года.

## Биография
Мелвилл Айвз на международных соревнованиях по фристайлу дебютировал 15 августа 2019 года в рамках Кубка Австралии и Новой Зеландии в Кардроне. Свой первый крупный международный турнир новозеландец провёл на чемпионате мира по фристайлу среди юниоров в Лейсине, где добился лучшего результата, заняв 7-е место в хафпайпе.
16 декабря 2022 года Айвз дебютировал на этапе Кубка мира в Коппер-Маунтин, заняв 43-е место в биг-эйре. На следующий день Финли занял 6-е место в хафпайпе.
В 2024 году Мелвилл Айвз участвовал в зимних юношеских Олимпийских играх. В слоупстайле занял 23-е место, в хафпайпе выиграл серебряную медаль.
На чемпионате мира 2025 года в Швейцарии новозеландец в хафпайпе стал чемпионом, набрав 96,00 баллов в финале.